# Засада (филм, 1969)
„Засада“ (на сърбохърватски: Заседа) е югославски филм от 1969 година, историческа драма на режисьора Живоин Павлович по негов сценарий, базиран на повестите „Легенди“ и „По трети път“ от Антоние Исакович.
В центъра на сюжета е младеж в малко градче в ранните години на тоталитарния комунистически режим, който първоначално е ентусиазиран от пропагандата, но скоро се разочарова от царящия кариеризъм и лицемерие, включва се в акция за преследване на въоръжени противници на правителството и е убит по погрешка от група комунисти, пред които не успява да се легитимира. Главните роли се изпълняват от Ивица Видович, Милена Дравич, Северин Биелич, Слободан Алигрудич.